# Caminito

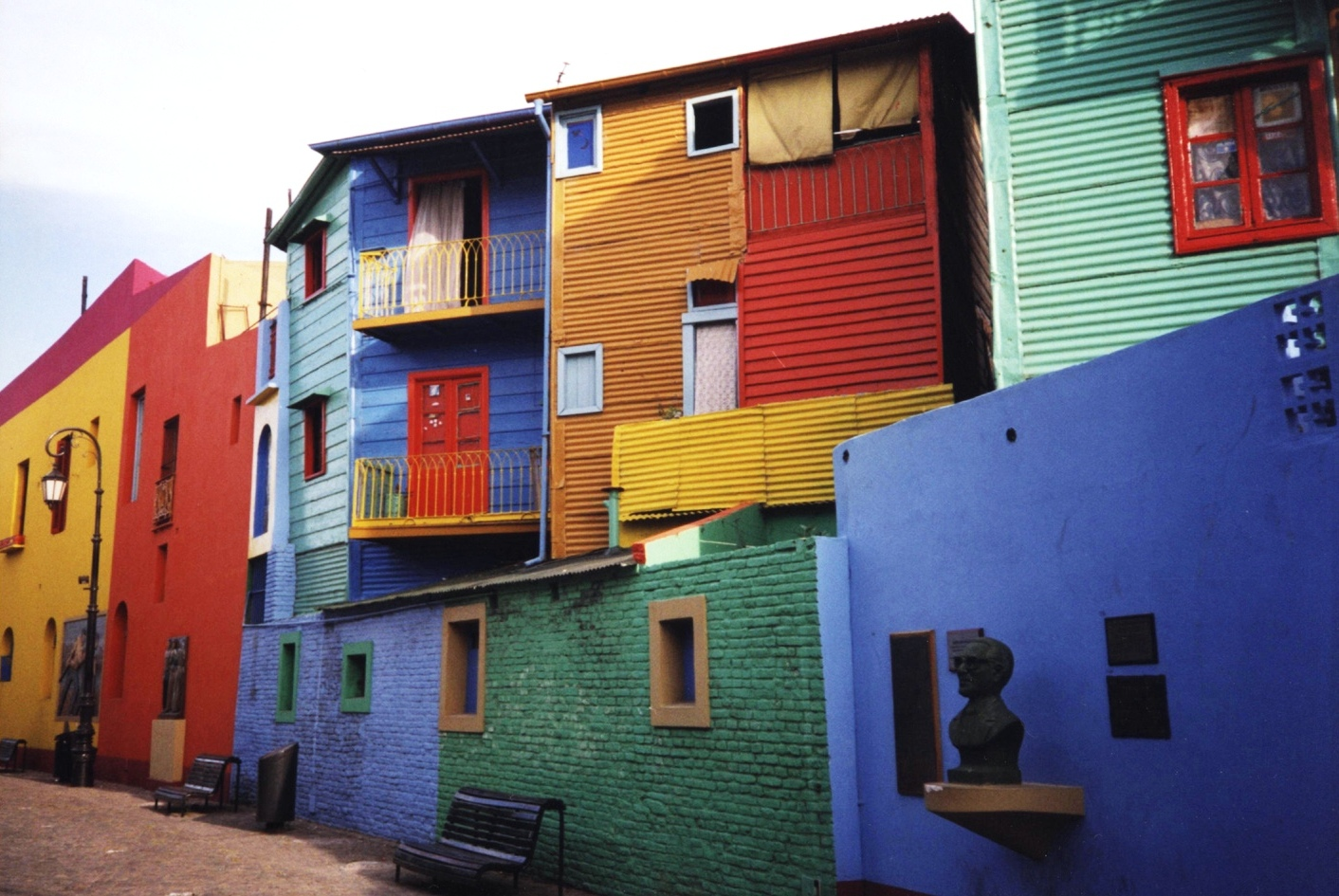
Caminito

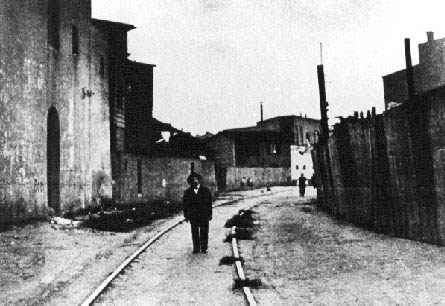
Der Caminito um 1939

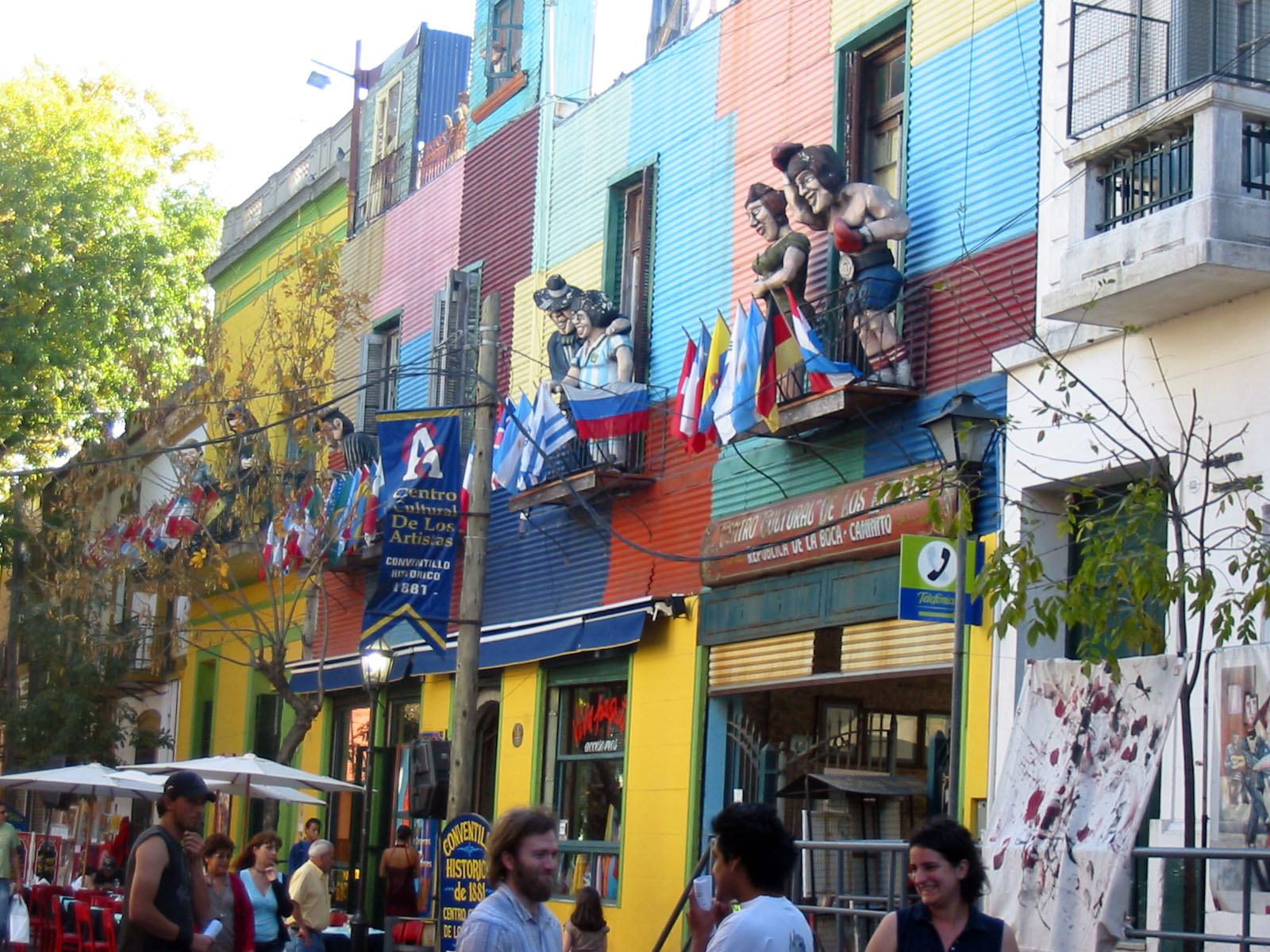
Der Caminito heute

Der Caminito ist eine ca. 100 Meter lange Fußgängerzone im Stadtteil La Boca in der argentinischen Hauptstadt Buenos Aires.

## Beschreibung
Im frühen 19. Jahrhundert verlief entlang der heutigen Straße ein kleiner Fluss, der in den Riachuelo mündete. Später wurde die Gegend bekannt als „Puntin“, der genuesische Ausdruck für „kleine Brücke“, aufgrund eben jener Brücke, über die damals die Menschen den Fluss überquerten. Als der Wasserlauf austrocknete, wurden dort Bahngleise verlegt (Teile davon existieren noch entlang der Garibaldi-Straße). 1954 wurde die Bahnlinie stillgelegt und das alte Flussbett aufgefüllt. Die Ecke war für einige Jahre der Schandfleck von La Boca, bis der Künstler Benito Quinquela Martín zu Farbeimern griff und die Fassaden entlang der Straße bunt anstrich. 1959 wurde der Caminito zur Museums-Straße (Calle Museo) erklärt. 1960 wurde am südlichen Ende eine hölzerne Theaterbühne errichtet, die 1972 durch ein richtiges Theater in der Nähe ersetzt wurde. Heute ist die Straße ein Wahrzeichen der Stadt und eine beliebte Sehenswürdigkeit bei den Besuchern. 
Der Caminito wurde auch in einem Tango verewigt. Die Musik zu „Caminito“ (1926) stammt von Juan de Dios Filiberto, der Text von Gabino Coria Peñaloza.